# توره بلدنه
توره بُلدُنه (به ایتالیایی: Torre Boldone) یک کومونه در ایتالیا است که در استان برگامو واقع شده‌است. توره بلدنه ۳٫۴ کیلومتر مربع مساحت و ۸٬۰۵۵ نفر جمعیت دارد و ۲۸۰ متر بالاتر از سطح دریا واقع شده‌است.